# Esquerra de Catalunya
Esquerra de Catalunya - Front Electoral Democràtic (EC-FED, Izquierda de Cataluña-Frente Electoral Democrático) fue el nombre de una coalición electoral formada en Cataluña (España) de carácter nacionalista catalán y de izquierdas, compuesta por el Partit del Treball de Catalunya (PTC), Esquerra Republicana de Catalunya (ERC) y Estat Català (EC) para las elecciones generales de 1977, las primeras democráticas tras el franquismo. Contó con el apoyo de la Associacio Catalana de la Dona y de la Confederación de Sindicatos Unitarios de Trabajadores (CSUT).

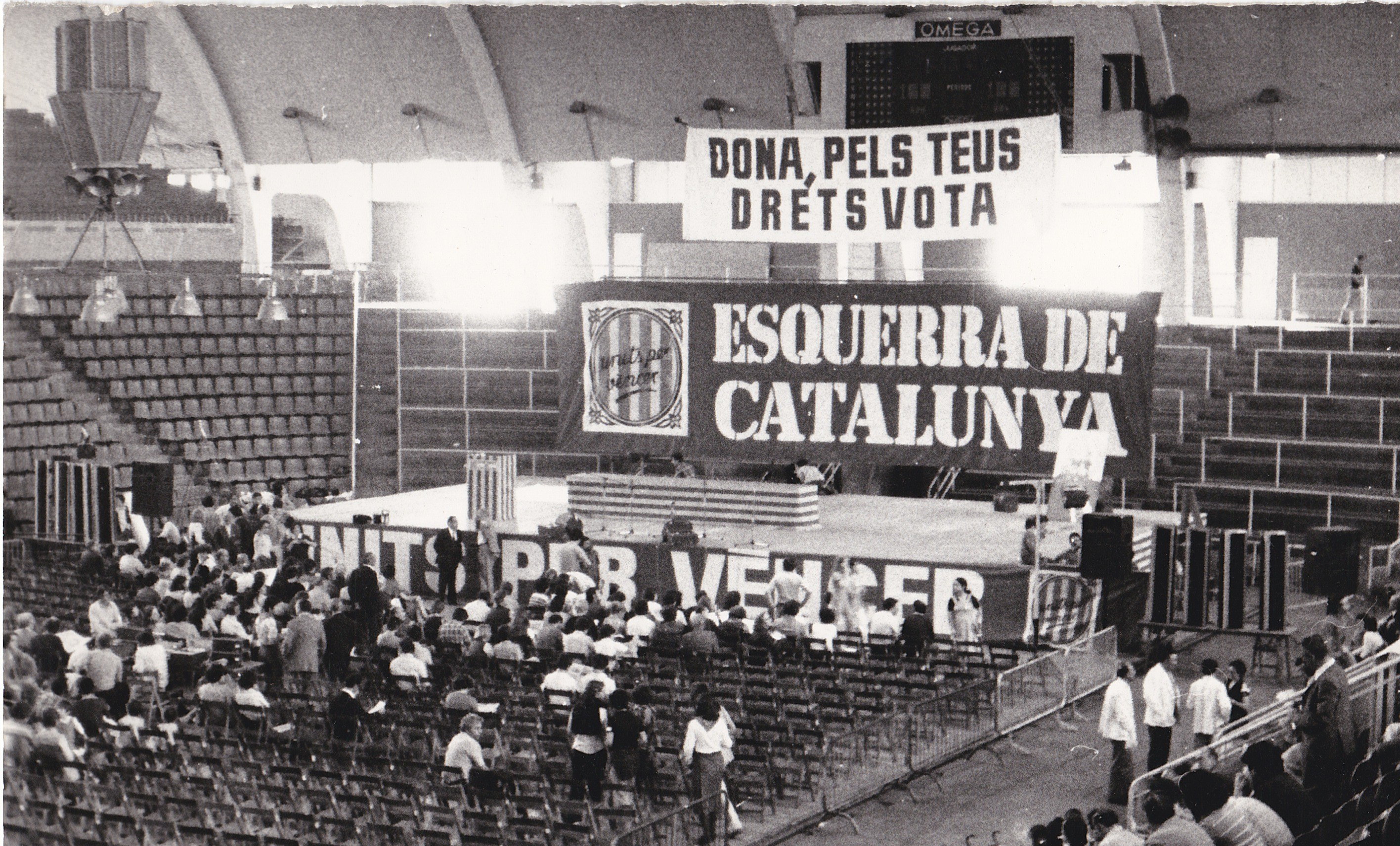
Acto de Esquerra de Catalunya del 6 de junio de 1977

Esta heterogénea coalición se formó debido a que sus partidos integrantes aún no habían sido legalizados, pero pudieron participar en las elecciones gracias a un partido político instrumental legalizado por militantes de base del PTC, y recibió el apoyo de la coalición Frente Democrático de Izquierdas, que se presentaba en el conjunto de España, aunque no en Cataluña.
La coalición obtuvo un diputado (Heribert Barrera, de ERC) con un 4,72 % de los votos en Cataluña (143 954). Barrera se integraría en el Grupo Vasco-Catalán y, tras su división, ocurrida el 23 de junio de 1977, permaneció en la Minoría Catalana. En el Senado, apoyó la coalición progresista unitaria Entesa dels Catalans.

## Resultados electorales
| Comicios | Cabeza de lista  | Número de votos | % (Cataluña) | Escaños obtenidos (Cataluña) |
| -------- | ---------------- | --------------- | ------------ | ---------------------------- |
| 1977     | Heribert Barrera | 143.954         | 4,72% (#6)   | 1/47                         |